# فدریکو کوریا
فدریکو کوریا (اسپانیایی: Federico Coria‎؛ زادهٔ ۹ مارس ۱۹۹۲) تنیس‌باز اهل آرژانتین است.